# Експорт (Пенсільванія)
Експорт (англ. Export) — місто (англ. borough) в США, в окрузі Вестморленд штату Пенсільванія. Населення — 894 особи (2020).

## Географія
Експорт розташований за координатами 40°25′1″ пн. ш. 79°37′23″ зх. д. / 40.41694° пн. ш. 79.62306° зх. д. (40.416912, -79.623063).  За даними Бюро перепису населення США в 2010 році місто мало площу 1,04 км², уся площа — суходіл.

## Демографія
Згідно з переписом 2010 року, у селищі мешкало 917 осіб у 444 домогосподарствах у складі 234 родин. Густота населення становила 878 осіб/км².  Було 529 помешкань (506/км²).
Расовий склад населення:
| - 98,3 % — білих - 0,7 % — чорних або афроамериканців - 0,5 % — азіатів |

До двох чи більше рас належало 0,4 %. Частка іспаномовних становила 0,0 % від усіх жителів.
За віковим діапазоном населення розподілялося таким чином: 19,7 % — особи молодші 18 років, 63,2 % — особи у віці 18—64 років, 17,1 % — особи у віці 65 років та старші. Медіана віку мешканця становила 39,4 року. На 100 осіб жіночої статі у селищі припадало 107,0 чоловіків;  на 100 жінок у віці від 18 років та старших — 105,6 чоловіків також старших 18 років.
Середній дохід на одне домашнє господарство  становив 47 223 долари США (медіана — 40 132), а середній дохід на одну сім'ю — 59 661 долар (медіана — 56 250). Медіана доходів становила 46 583 долари для чоловіків та 34 219 доларів для жінок. За межею бідності перебувало 11,3 % осіб, у тому числі 10,9 % дітей у віці до 18 років та 12,5 % осіб у віці 65 років та старших.
Цивільне працевлаштоване населення становило 472 особи. Основні галузі зайнятості: виробництво — 19,3 %, освіта, охорона здоров'я та соціальна допомога — 19,1 %, мистецтво, розваги та відпочинок — 14,2 %, роздрібна торгівля — 10,4 %.